# 粗毛箭竹
粗毛箭竹（学名：Fargesia strigosa）为禾本科箭竹属下的一个种。

## 扩展阅读
- 維基物種上的相關：粗毛箭竹